# العلاقات البرتغالية الهندية
العلاقات البرتغالية الهندية هي العلاقات الثنائية التي تجمع بين البرتغال والهند. بدأت العلاقات بين الهند والبرتغال بشكل ودي في عام 1947 عندما نالت الأولى استقلالها. تراجعت العلاقات بعد عام 1950 بسبب رفض البرتغال تسليم الحبيسة والمستحاطة في غوا ودمن وديو ودادرا وناجار هافلي على الساحل الغربي للهند. قطعت الدولتان العلاقات الدبلوماسية بحلول عام 1955، فأدى ذلك إلى أزمة أدت إلى ضم الهند للهند البرتغالية (حرب غوا) في عام 1961. رفضت البرتغال الاعتراف بالسيادة الهندية على الأراضي المضمومة حتى عام 1974، وذلك عندما اعترفت الحكومة الجديدة في لشبونة، بعد ثورة القرنفل، بالسيادة الهندية وأعادت العلاقات الدبلوماسية.

## فترة ما بعد حرب غوا
تولت حكومة ديمقراطية السلطة في البرتغال في عام 1974. وقع البلدان معاهدة في نيودلهي في 31 ديسمبر عام 1974 لإعادة العلاقات الدبلوماسية. أعيد فتح السفارات، السفارة الهندية في يونيو عام 1975 والسفارة البرتغالية في يوليو عام 1975. ظلت الحكومة البرتغالية ضعيفة وغير مستقرة حتى حصل الحزب الاشتراكي الديمقراطي على الأغلبية المطلقة في عام 1987. قدم ذلك حقبة من الاستقرار مؤديًا إلى انخفاض التفاعل الثنائي بين الهند والبرتغال. وُقِّع على اتفاقية ثنائية حول التعاون التجاري والاقتصادي والصناعي والفني في عام 1977، واجتمعت اللجنة المشتركة المنشأة بموجب هذه الاتفاقية لأول مرة في نوفمبر عام 1981.

### المعاهدات والاتفاقيات
قسمت الهند والبرتغال اتفاقية عام 1977 في نفس العام إلى قسمين منفصلين، أحدهما يقدم التعاون الاقتصادي والصناعي (وُقِّع عليه في لشبونة في أبريل عام 2000)، والآخر يوفر التعاون في العلوم والتكنولوجيا (وُقِّع عليه في ديسمبر عام 1998). وُقِّعت اتفاقية أخرى تنص على تجنب الازدواج الضريبي في سبتمبر عام 1998. دخلت هاتان الاتفاقيتان منذ ذلك الحين حيز التنفيذ مع استكمال إجراءات التصديق.
وُقِّعت اتفاقية تعاون في يناير عام 1992 بين اتحاد غرف التجارة والصناعة الهندية والمعهد البرتغالي للتجارة الخارجية والاستثمار. اجتمع مجلس الأعمال المشترك الذي تأسس بموجب هذه الاتفاقية في عام 1993 و1995 و1997. وُقِّع على اتفاقية تعاون بين اتحاد الصناعة الهندي والرابطة البرتغالية للصناعات في يوليو عام 1995. وُقِّع على اتفاقية ثنائية لتعزيز وحماية الاستثمار وعلى اتفاقية إنشاء مجموعة عمل مشتركة حول تكنولوجيا المعلومات في يونيو عام 2000.
وُقِّع على الاتفاقيات التالية في يناير عام 2007:
- برنامج التبادل الثقافي (2007-2010)
- برنامج التبادل في مجالات التعليم، واللغة، والعلوم، والتكنولوجيا والتعليم العالي (2007-2010)
- الاتفاقية الشاملة في مجالات التعليم، والعلوم، والثقافة، والرياضة، والشباب والإعلام (2007-2010)
- معاهدة لتسليم المجرمين

### العلاقات التجارية والاقتصادية
نمت التجارة الثنائية الهندية البرتغالية من 69 مليون دولار أمريكي في عام 1991 إلى 289,52 مليون دولار أمريكي في عام 2005. شكلت صادرات الهند أكثر من 70% من قيمة التداول.
تألفت الصادرات الهندية بشكل رئيسي من المنتجات البحرية، والقطن، والمنسوجات الصناعية، والجلود المنتجة، والأحذية، والإهاب والجلود الطبيعية، والألياف الأساسية، والقهوة، والشاي والتوابل. تنوعت الصادرات في القرن الحادي والعشرين لتشمل أصناف مثل السجاد، والأحجار الكريمة، والمجوهرات، ومنتجات الحرير والحرير، والتبغ، والآلات، والقطع الكهربائية، ومنتجات الحديد والصلب، ومنتجات الصباغة والدباغة، والمواد الكيميائية العضوية، وذلك بالإضافة إلى قطع غيار ومكونات السيارات، وبرامج الكمبيوتر، والدراجات، والسكوتر وغيرها من المركبات ذات العجلتين والأرز. تجسدت أغلب الصادرات البرتغالية إلى الهند بالآلات والمعدات الثقيلة (44% في عام 2006)، ويتكون الباقي بشكل أساسي من الفلين، ومنتجات الفلين، ومنتجات اللب والورق، والمواد الكيميائية العضوية، والبلاستيك.

## مقارنة بين البلدين
هذه مقارنة عامة ومرجعية للدولتين:
| وجه المقارنة                                              | البرتغال                                                  | الهند                       |
| --------------------------------------------------------- | --------------------------------------------------------- | --------------------------- |
| المساحة (كم2)                                             | 92.21 ألف                                                 | 3.29 مليون                  |
| عدد السكان (نسمة)                                         | 10.60 مليون                                               | 1.35 مليار                  |
| الكثافة السكانية (ن./كم²)                                 | 114.95                                                    | 410.33                      |
| العاصمة                                                   | لشبونة                                                    | نيودلهي                     |
| اللغة الرسمية                                             | اللغة البرتغالية، اللغة الميراندية                        | اللغة الهندية، لغة إنجليزية |
| العملة                                                    | يورو، اسكودو برتغالي                                      | روبية هندية                 |
| الناتج المحلي الإجمالي (بليون دولار)                      | 217.57 مليار                                              | 2.60 تريليون                |
| الناتج المحلي الإجمالي (تعادل القوة الشرائية) بليون دولار | 307.82 مليار                                              | 8.00 تريليون                |
| الناتج المحلي الإجمالي الاسمي للفرد دولار أمريكي          | 19.22 ألف                                                 | 1.60 ألف                    |
| الناتج المحلي الإجمالي للفرد دولار أمريكي                 | 28.76 ألف                                                 | 5.70 ألف                    |
| مؤشر التنمية البشرية                                      | 0.830                                                     | 0.609                       |
| رمز المكالمات الدولي                                      | +351                                                      | +91                         |
| رمز الإنترنت                                              | .pt                                                       | .in، .भारत ‏، .بھارت ‏،        |
| المنطقة الزمنية                                           | توقيت غرب أوروبا، توقيت غرب أوروبا الصيفي، أوروبا/لشبونة ‏ | ت ع م+05:30، توقيت الهند    |

## مدن متوأمة
في ما يلي قائمة باتفاقيات التوأمة بين مدن برتغالية وهندية:
- ترتبط لوريس مع Diu, India [الإنجليزية]‏ باتفاقية توأمة.

## منظمات دولية مشتركة
يشترك البلدان في عضوية مجموعة من المنظمات الدولية، منها:
| علم المنظمة | اسم المنظمة                        | تاريخ انضمام البرتغال | تاريخ انضمام الهند |
| ----------- | ---------------------------------- | --------------------- | ------------------ |
|             | منظمة التجارة العالمية             | ?                     | 1995               |
|             | الاتحاد البريدي العالمي            | ?                     | ?                  |
|             | يونسكو                             | 11 مارس 1965          | 4 نوفمبر 1946      |
|             | الفريق المعني برصد الأرض           | ?                     | ?                  |
|             | مؤسسة التمويل الدولية              | 8 يوليو 1966          | 20 يوليو 1956      |
|             | بنك التنمية الآسيوي                | 2002                  | 1966               |
|             | منظمة حظر الأسلحة الكيميائية       | ?                     | ?                  |
|             | مؤسسة التنمية الدولية              | 29 ديسمبر 1992        | 24 سبتمبر 1960     |
|             | نظام تحكم تكنولوجيا القذائف        | 1992                  | 2016               |
|             | وكالة ضمان الاستثمار متعدد الأطراف | 6 يونيو 1988          | 6 يناير 1994       |
|             | الاتحاد الدولي للاتصالات           | 1866                  | 1869               |
|             | منظمة الشرطة الجنائية الدولية      | ?                     | ?                  |
|             | الأمم المتحدة                      | 14 ديسمبر 1955        | 30 أكتوبر 1945     |
|             | البنك الدولي للإنشاء والتعمير      | 29 مارس 1961          | 27 ديسمبر 1945     |
|             | المنظمة الهيدروغرافية الدولية      | ?                     | ?                  |
|             | البنك الإفريقي للتنمية             | ?                     | ?                  |

## أعلام
هذه قائمة لبعض الشخصيات التي تربطها علاقات بالبلدين:
- باول ويلسون (لاعب كرة قدم هندي، 23 نوفمبر 1950 – 18 سبتمبر 2017)
- تروي كوستا (مصمم أزياء هندي، 1975 – )
- جاكلين فيرنانديز (ممثلة سريلانكية، 11 أغسطس 1985 – )
- سابرينا دي سوزا (1956 – )
- فيفيان دسينا (28 يونيو 1988 – )

## وصلات خارجية
- موقع وزارة الخارجية البرتغالية
- موقع وزارة الخارجية الهندية